# Мацукава (село)
Мацукава (яп. 松川村 Мацукава-мура) — село в Японии, находящееся в уезде Китаадзуми префектуры Нагано. Площадь села составляет 47,08 км², население — 9896 человек (1 августа 2014), плотность населения — 210,20 чел./км².

## Географическое положение
Село расположено на острове Хонсю в префектуре Нагано региона Тюбу. С ним граничат города Омати, Адзумино и посёлок Икеда.

## Население
Население села составляет 9896 человек (1 августа 2014), а плотность — 210,20 чел./км². Изменение численности населения с 1980 по 2005 годы:
| 1980 | 7496 чел.   |  |
| 1985 | 7896 чел.   |  |
| 1990 | 8337 чел.   |  |
| 1995 | 9030 чел.   |  |
| 2000 | 9701 чел.   |  |
| 2005 | 10 072 чел. |  |

## Символика
Деревом села считается сосна густоцветная, цветком — Rhododendron molle.